# Hep Stars
Gli Hep Stars sono stati un gruppo musicale svedese, attivo negli anni '60.
Del gruppo, uno dei primi in Svezia a cantare in lingua inglese, faceva parte, tra gli altri, anche Benny Andersson, divenuto poi ulteriormente famoso con gli ABBA.

## Formazione
- Svenne Hedlund - voce
- Janne Frisk - chitarre
- Lennart "Lelle" Hegland - basso
- Christer Petterson - batteria
- Benny Andersson - organo
- Hans Östlund - organo

## Discografia
- 1965: We and Our Cadillac
- 1965: Hep Stars on Stage
- 1966: The Hep Stars
- 1967: Jul med Hep Stars
- 1968: Songs We Sang
- 1968: It's Been a Long Long Time
- 1969: Hep Stars På Svenska
- 1970: How It All Started
- 1971: California Maiden
- 1982: 1964-69
- 1990: Bästa
- 2004: Cadillac Madness (40 Years - 40 Hits 1964-2004)
- 2012: Original Album Serien
- 2014: 50th Anniversary 1964-2014